# Europese kampioenschappen powerlifting 1981
De Europese kampioenschappen powerlifting 1981 voor heren waren door de European Powerlifting Federation (EPF) georganiseerde kampioenschappen voor powerlifters. De 4e editie van de Europese kampioenschappen vond plaats in het Italiaanse Parma van 8 tot en met 10 mei 1981.

## Uitslagen
| klasse   | Goud            | Zilver                      | Brons             |
| -------- | --------------- | --------------------------- | ----------------- |
| -52 kg   | Phil Stringer   | Giuseppe Fontana            | Aimo Tuomisto     |
| -56 kg   | Juhani Niemi    | Yrjö Haatanen               | Narendra Bhairo   |
| -60 kg   | Tony Galvez     | Kullervo Lampela            | Eddy Van Wemmel   |
| -67,5 kg | Eddie Pengelly  | Stefan Nentis               | Viljo Karvinen    |
| -75 kg   | Steve Alexander | Lars Backlund               | Claudio Ardini    |
| -82,5 kg | Ronald Collins  | William West                | Tari Tähtinen     |
| -90 kg   | Conny Nilsson   | Kenneth Mattsson            | Sverrir Hjaltason |
| -100 kg  | Anthony Stevens | Reijo Kiviranta             | Ray Yvander       |
| -110 kg  | Arthur White    | Pauli Mellberg              | Rolf Larsen       |
| -125 kg  | Roger Ekström   | Jón Páll Sigmarsson         | Kjell Ivar Wien   |
| +125 kg  | Andrew Kerr     | Vikingur Trausti Traustason | Gino Bultinck     |